# Lampranthus virgatus
Lampranthus virgatus är en isörtsväxtart som beskrevs av L. Bol. Lampranthus virgatus ingår i släktet Lampranthus och familjen isörtsväxter. Inga underarter finns listade i Catalogue of Life.